# Brammer
 Ikke at forveksle med Gerhard Peter Brammer.
Brammer er en kommune og en by i det nordlige Tyskland, beliggende i Amt Nortorfer Land i den sydøstlige del af Kreis Rendsborg-Egernførde. Kreis Rendsborg-Egernførde ligger i den centrale del af delstaten Slesvig-Holsten.

## Geografi
Brammer ligger omkring 15 kilometer syd for Rendsborg ved Oksevejen i Naturpark Aukrug i et skovrigt område. Kommunen kan nåes via Landesstraße 328 (tidl. Bundesstraße 205), Bundesautobahn 7 og jernbanen fra Rendsborg mod Neumünster.
I landsbyen Brammerau og dens omgivelser løber Brammer Au. Vandreruten Naturparkweg der går gennem fem naturparker i Slesvig-Holsten, går gennem kommunen.